# Apia Annia Regila
Apia Annia Regila (en latín, Appia Annia Regilla; Roma, circa 125 – Maratón, Ática 160) fue una dama noble romana. Esposa de Herodes Ático, se instaló en Grecia, en donde fue nombrada sacerdotisa de Deméter y de Tique. Embarazada de ocho meses, fue asesinada de una patada en el vientre por un liberto probablemente por orden de Herodes, que acabó absuelto gracias a la protección del emperador Marco Aurelio. En honor a su fallecida esposa, Herodes hizo levantar el Odeón de Atenas, el templo de Ceres y Faustina en Roma y el cenotafio de Regila en la vía Apia.

## Biografía

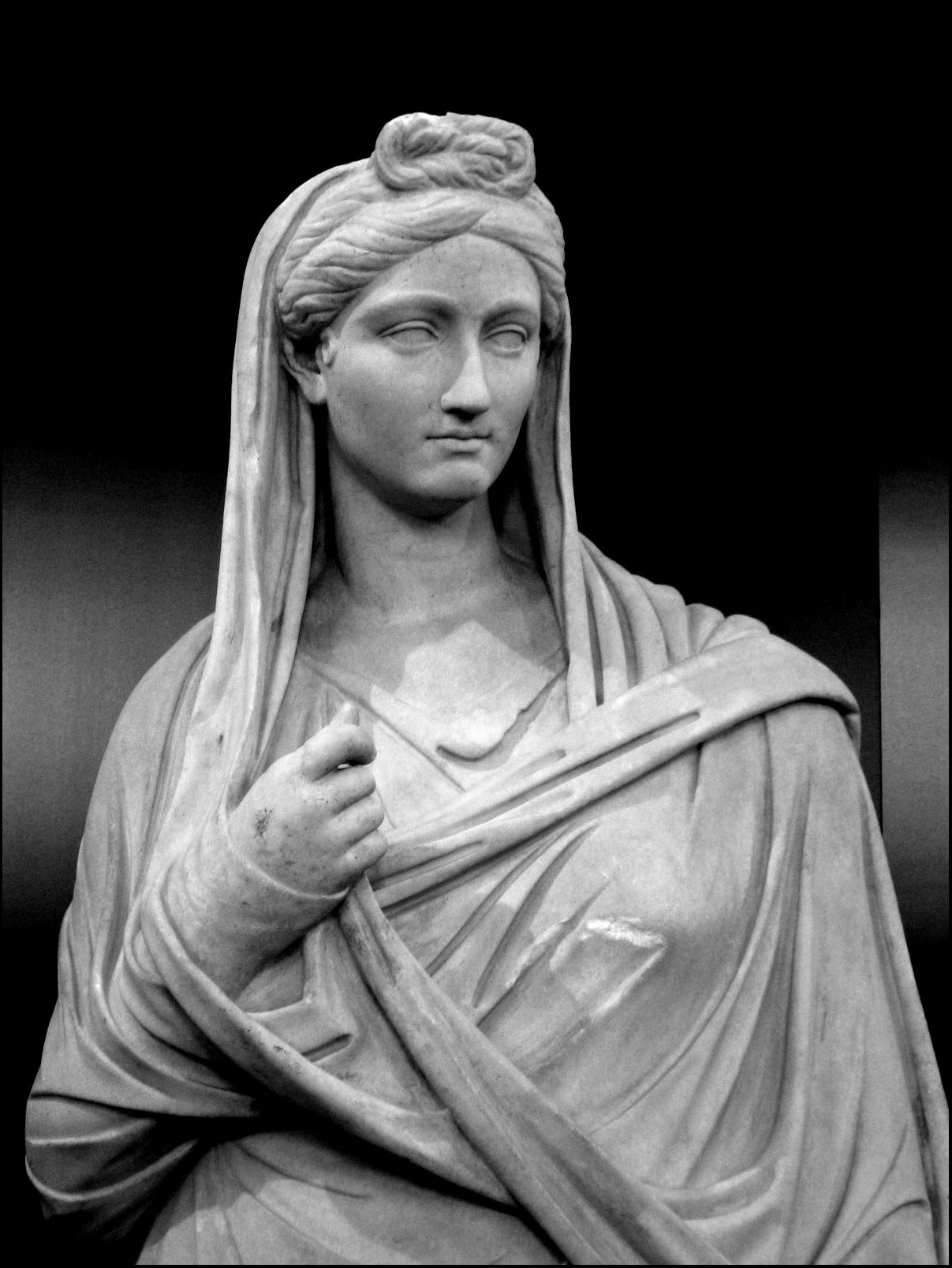
Vibia Sabina.

Apia Annia Regila Atilia Caucidia Tertula nació en Roma en torno al año 125 de dos miembros de la alta aristocracia romana, Atilia Caucidia Tértula y Apio Annio Trebonio Galo, cónsul sufecto en torno al año 139, pertenecientes a las dos antiguas familias de los Atilios y de los Annios Regilios. Regila era así pariente de la emperatriz Annia Galeria Faustina, esposa de Antonino Pío y tía del futuro emperador Marco Aurelio, el cual casó con su prima Faustina.
Como todas las jóvenes de su condición, Regila recibió una buena instrucción, aunque inferior a aquella reservada al único hermano varón del cual se tiene conocimiento, Apio Annio Atilio Bradua el cual, destinado a la carrera política, sería cónsul en 160. Regila aprendió griego, conoció las obras de los principales artistas latinos y griegos y, asistiendo a la corte de Adriano, pudo conocer también a las poetisas Julia Balbila y Claudia Damo Synamate, dos amigas griegas de la emperatriz Vibia Sabina.
Las leyes promulgadas por Augusto en el 18 a. C. prescribían los doce años como la edad mínima para el matrimonio y la costumbre era que una joven se casara antes de alcanzar los veinte años. El padre se encargaba de elegir el marido aunque una hija podía rechazar el novio propuesto siempre que hubiera fundadas dudas sobre su moralidad. No brillaba bajo este aspecto la familia del griego Tiberio Claudio Herodes Ático (101-177), el novio elegido para Regila, pero su fabulosa riqueza y sus contactos en la corte imperial compensaron las dudas sobre su pasado y su familia.

### Herodes Ático

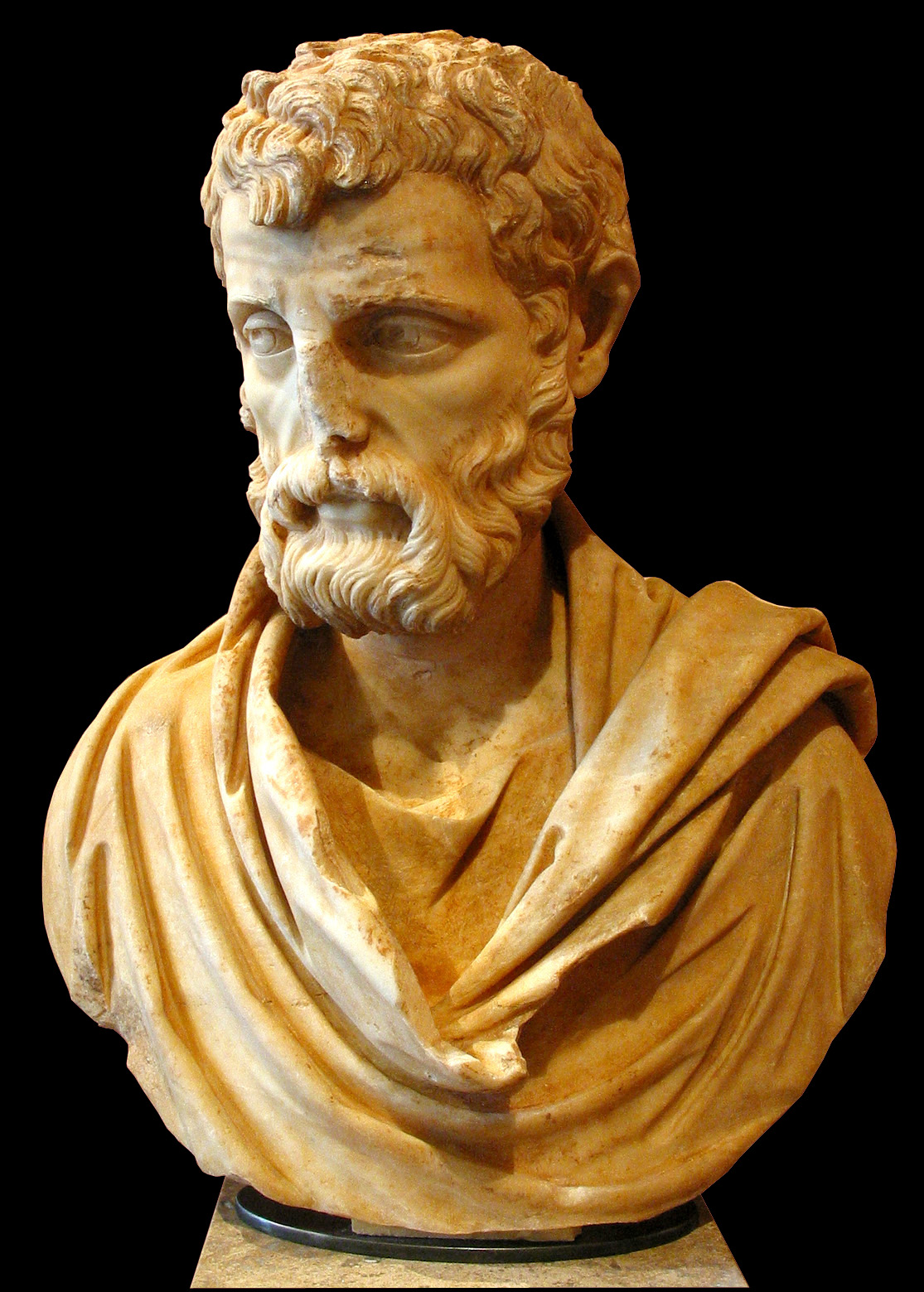
Herodes Ático.

El padre Tiberio Claudio, que se presumía descendiente de Milcíades y Cimón, y residía en Atenas, en la época de Nerva justificó su enorme riqueza, que se decía procedía del ejercicio de la usura, afirmando haber encontrado, cavando en un campo suyo, un tesoro invaluable. Pocos le creyeron pero él aumentó todavía más sus bienes casándose con la rica Vibulia Alcia Agripina, se convirtió en pretor bajo Trajano, sumo sacerdote del culto imperial, entró en el Senado y fue cónsul sufecto.
El hijo Herodes Ático había venido por primera vez a Roma todavía niño, con el padre, en el año 108. Allí aprendió latín y en Atenas estudió con los sofistas Polemón, Favorino y Escopeliano y se convirtió en un brillante retor, en el espíritu de la escuela filosófica entonces en boga, la Segunda sofística. En 126 fue elegido arconte epónimo, en el 127 recibió al emperador Adriano en una visita a Atenas y se convirtió en senador, en 131 fue cuestor y en 134 pretor.
Herodes, que enseñaba retórica y contaba entre sus alumnos al futuro emperador Marco Aurelio, viajaba a menudo entre Grecia e Italia, y residía durante largo tiempo en Roma. En 137 murió su padre dejando una gran suma a todos los ciudadanos atenienses, pero Herodes hizo modificar el testamento a su favor: a cambio, no escatimó de sus posesiones para gastos en servicios de utilidad pública. En gran parte con su dinero hizo construir el acueducto de Alejandría, en la Tróade, y para las Panateneas de 139, a sus expensas revistió todo el estadio de mármol blanco.
El otro preceptor de Marco Aurelio y de Lucio Vero, el norteafricano Frontón, que alude a un caso de homicidio que habría involucrado a Herodes, lo llamaba despectivamente graeculus por sus poses y la excesiva dedicación a su aspecto, y se definía como su anterastes, o rival en el amor que tenía hacia el futuro «emperador filósofo». De hecho, se aludía a menudo a una presunta homosexualidad de Herodes Ático, que se manifestaba sobre todo, pero no sólo, en su relación con Marco Aurelio. Herodes tenía también un carácter colérico y violento - parece que incluso golpeó a Antonino Pío, en 134, cuando este, no todavía emperador, era gobernador de la provincia de Asia - y no escondía su misoginia.

### El matrimonio
Las bodas entre Regila, con catorce años, y Herodes, de cuarenta, fueron celebradas en Roma en el 140. Casarse con un extranjero, hecho inusual para una mujer de la aristocracia romana, significaba tener que dejar la propia ciudad para ir a vivir en la casa del marido, aunque el de Regila fue probablemente un matrimonio sine manu, o sea que la joven continuó sometida a la patria potestas del padre. Herodes poseía sin embargo una gran casa romana y allí vivieron varios años.

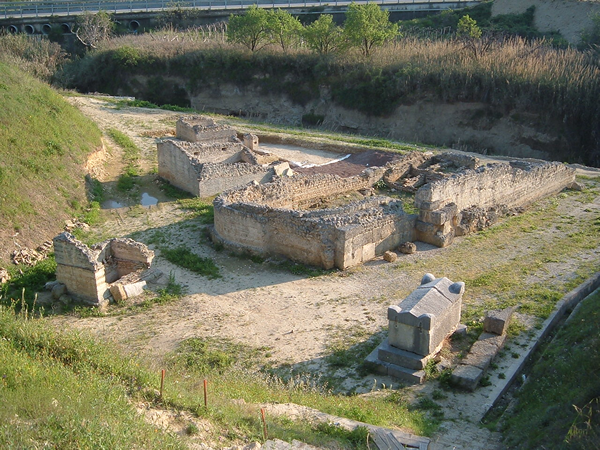
Necrópolis de Canosa.

En 141 Regila tuvo su primer hijo, Claudio, pero murió a los pocos días. Marco Aurelio supo de lo sucedido y escribió a Frontón, informándolo que «Herodes no se da paz» y pidiéndole que le escriba. En su carta de condolencia Frontón, como Marco Aurelio, no menciona siquiera a Regila y consuela a Herodes recordándole que todavía tiene tiempo de engendrar otros hijos: «cualquier daño el cual se acompañe la pérdida de la esperanza es acerbo, más leve es en cambio si queda la esperanza de sanarlo».
Aproximadamente un año después, en 142, Regila tuvo una niña, que fue llamada Apia Annia Claudia Atilia Regila Elpinice Agripina Atria Pola (142-ca 165). Elpinice era el nombre de la hermana, y quizás también la esposa, de Cimón, el presunto ancestro de Herodes Ático. Elpinice no llegó a casarse y murió joven, hacia el 165, víctima de la peste o la viruela que por esos años azotó todo el Imperio.
Su nacimiento coincidió con la decisión de Herodes de restablecerse en Grecia. En el camino de Roma a Bríndisi para embarcar, pararon en Canuvium, en cuyas afueras el padre de Regila poseía tierras. La cuestión de la escasez de agua que afligía aquella zona fue de inmediato afrontada por Herodes, que dispuso la construcción de un acueducto, y el propio Antonino Pío se interesó durante su reinado del municipium de Canosa, que fue elevado a colonia.

### En Grecia

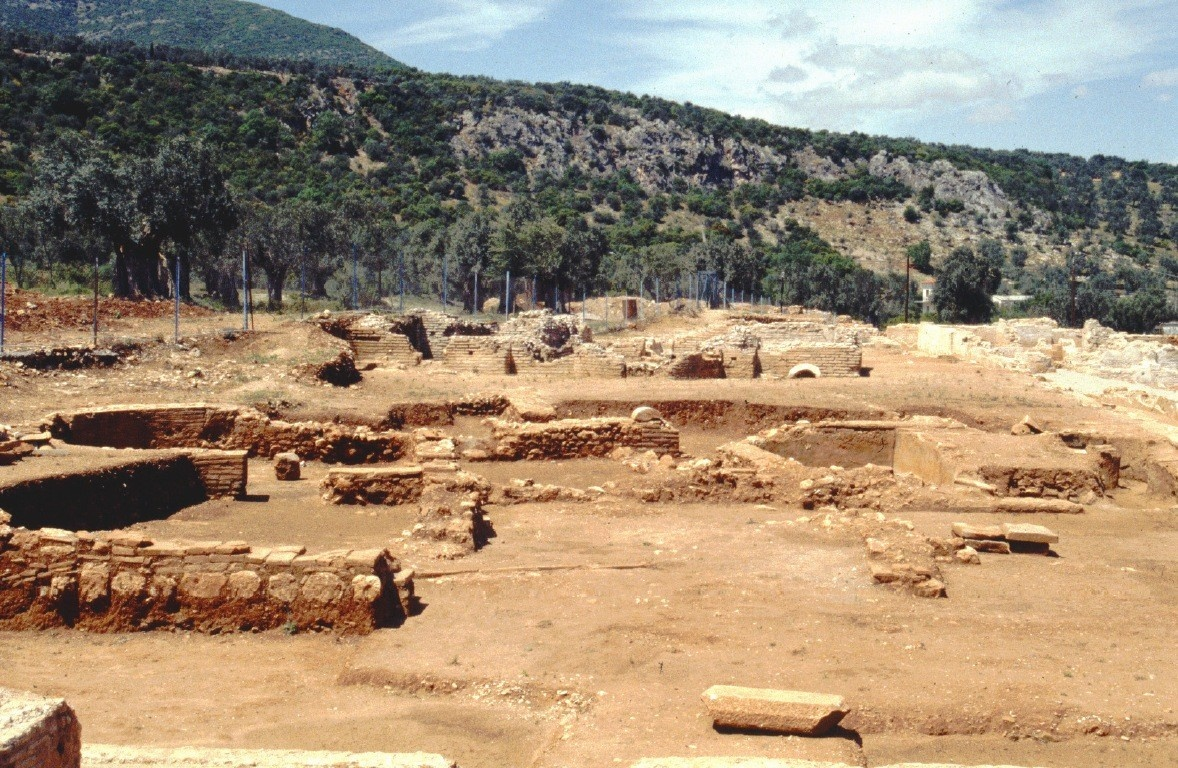
Restos de la villa de Eva Dolianon de Herodes Ático.

La familia se estableció en Maratón, el lugar natal de Herodes que aquí poseía una villa rodeada de una gran finca agrícola, una parte de la cual donó a Regila. La propiedad de Regila estaba completamente en el interior de la hacienda y rodeada por un muro de tres kilómetros, como para sugerir un gineceo, y con una entrada denominada «Puerta de la eterna armonía». Se sabe de otras propiedades de Herodes: una villa en el suburbio ateniense de Cefisia y otra gran propiedad agrícola en Eva Dolianon, cerca de Loukou, en el Peloponeso.
Probablemente en Maratón nació otra hija, Marcia Annia Claudia Alcia Atenais Gavidia Latiaria (ca 143-ca 160). El nombre Atenais recuerda las fiestas religiosas de las Panateneas, a cuyo éxito Herodes dio un impulso importante con la reconstrucción del estadio en el cual se celebraron en 143. Atenais también murió joven: se casó con un primo segundo, Lucio Vibulio Rufo, y un año después tuvo un hijo, Lucio Vibulo Hiparco, y murió poco después de haber dado a luz.
Tiberio Claudio Marco Apio Atilio Bradua Regilo Ático (ca 145-ca 210) fue el primer hijo varón de la pareja y el único de sus vástagos en alcanzar la ancianidad. Nació hacia el 145 y llevó entre sus varios nombres el del hermano de Regila. Parece que tardó en aprender a leer y que fue un joven rebelde a su padre, el cual lo alejó de sí haciéndolo educar en Esparta y finalmente no lo mencionó en su testamento. Ciertamente el conflicto entre padre e hijo se agravó tras el trágico final de Regila, que fue muerta cuando Bradua tenía quince años.

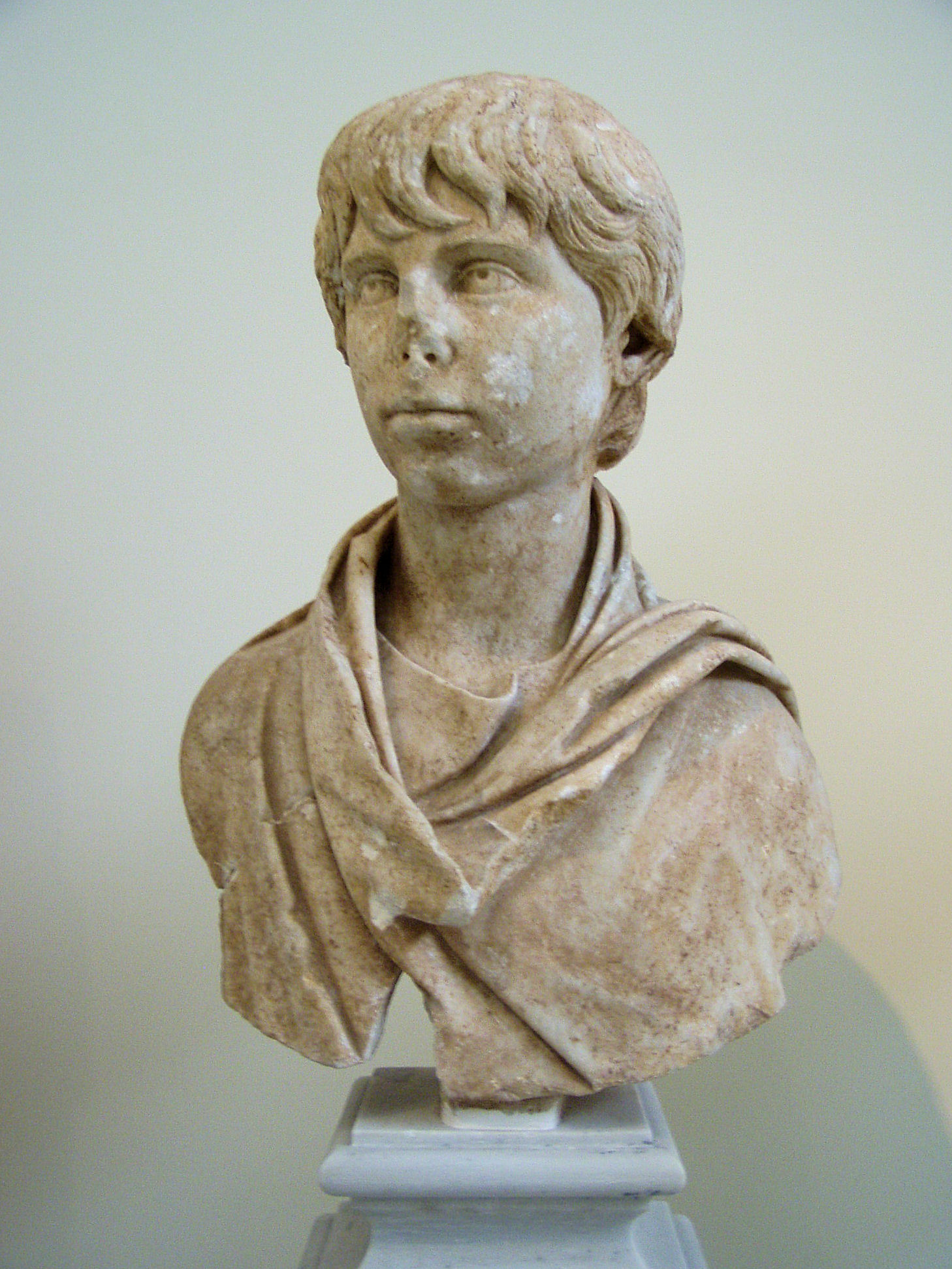
Busto de Polideuctes.

Bradua heredó la villa materna sobre la vía Apia y siguió una carrera prestigiosa en virtud del nombre que portaba. Fue nombrado patricio - de modo que con él la familia fue eliminada del rango de los homines novi - fue cónsul en 185, arconte de Atenas en el 187 y procónsul de África. En 209 fue nombrado heraldo de la Boulé ateniense.
El último hijo, Tiberio Claudio Herodes Lucio Vibulio Regilo, nació hacia el 150 y murió cinco años después, alrededor de 155. Herodes Ático, a causa de la desaparición prematura de sus hijos naturales varones y las malas relaciones con Bradua, adoptó e hizo heredero suyo a Lucio Vibulio Claudio Herodes, un descendiente de los Vibulios, quizás primo de su yerno Lucio Vibulio Rufo.
Herodes Ático tuvo otros hijos adoptivos a los que dio nombres sacados de la mitología, dos de origen esclavo, Aquiles y el africano Memnón, y un tercero, Vibulio Polideuctes, quizás nacido libre o quizás un liberto de un pariente de Herodes. Polideuctes- cuyo nombre corresponde al latín Pólux- era su preferido, incluso por encima de sus hijos naturales, y murió muy joven, con menos de veinte años. Con sus tres trophimoi Herodes mantuvo relaciones homosexuales, siendo particularmente conocida su relación con Polideuctes, cuya muerte le llevó a ordenar que se levantaran estatuas en su memoria, construyendo un santuario en Cefisia y manifestando públicamente su dolor hasta el punto de ser reprendido y objeto de burla.

### Sacerdotisa de Deméter en Olimpia

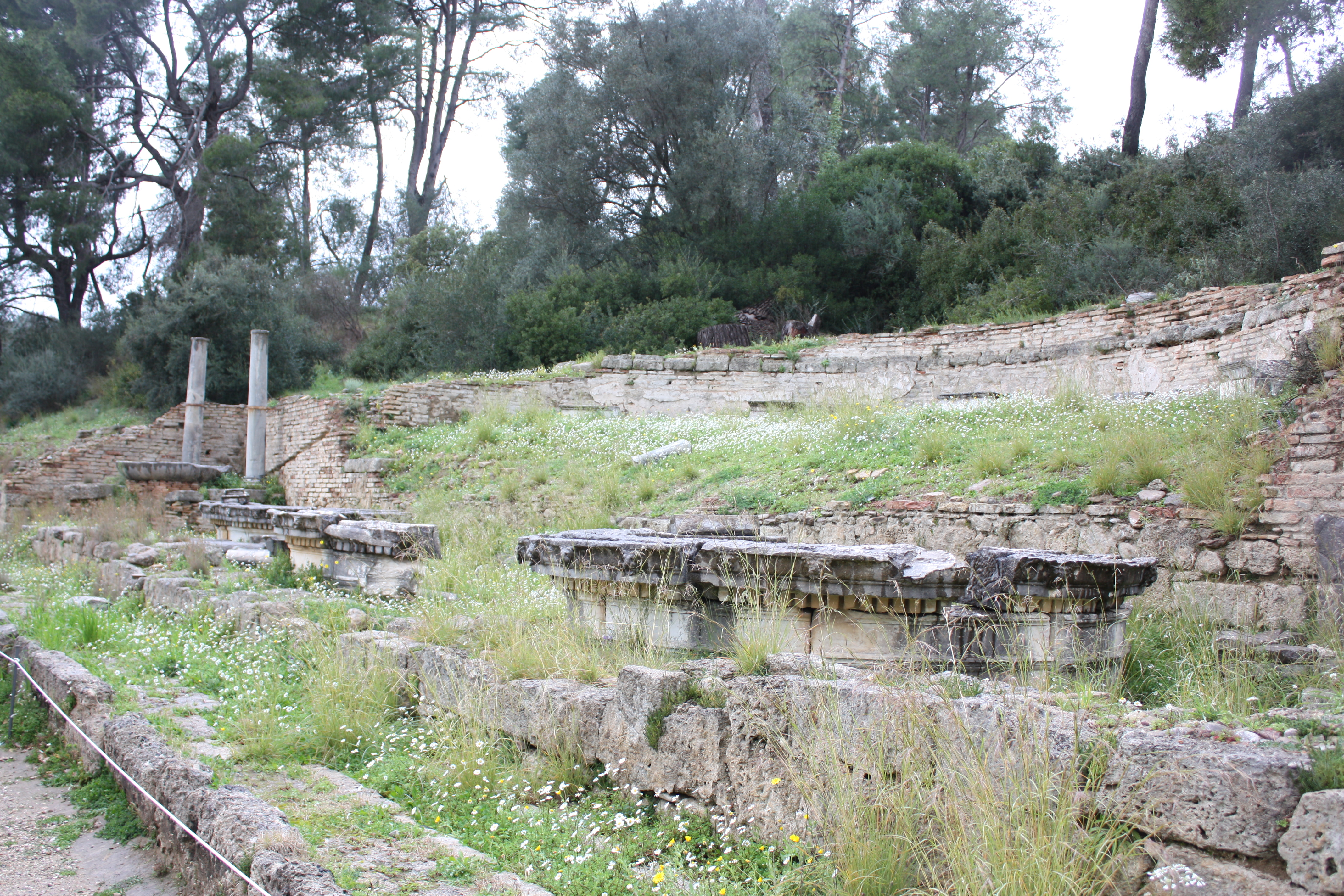
Restos del ninfeo de Regila.

El pertenecer al patriciado romano y ser esposa de un hombre riquísimo y perteneciente a la clase senatorial, comportó para Regila el privilegio y el deber de ocupar el cargo público de sacerdotisa, el único que a una mujer, privada de derechos políticos, se le permitía. Fue así que Regila ejerció como sacerdotisa de Deméter Chamyne en el antiguo y célebre santuario de Olimpia. En tal cargo, podía también asistir desde el altar a los juegos que se ejercían en el cercano estadio, la única mujer autorizada a asistir a ellos.
Para la ocasión, de 149 a 153, Herodes hizo construir un acueducto para Olimpia y Regila un gran ninfeo monumental que el primero abastecía, con un ancho de 32 metros y una altura de 16 m. En el Museo de Olimpia se conserva el toro de piedra a tamaño natural colocado sobre la barandilla que ornamentaba la cima del ninfeo, que todavía conserva la inscripción de dedicación: «Regila, sacerdotisa de Deméter, ha dedicado a Zeus el agua y las cosas relacionadas con el agua».

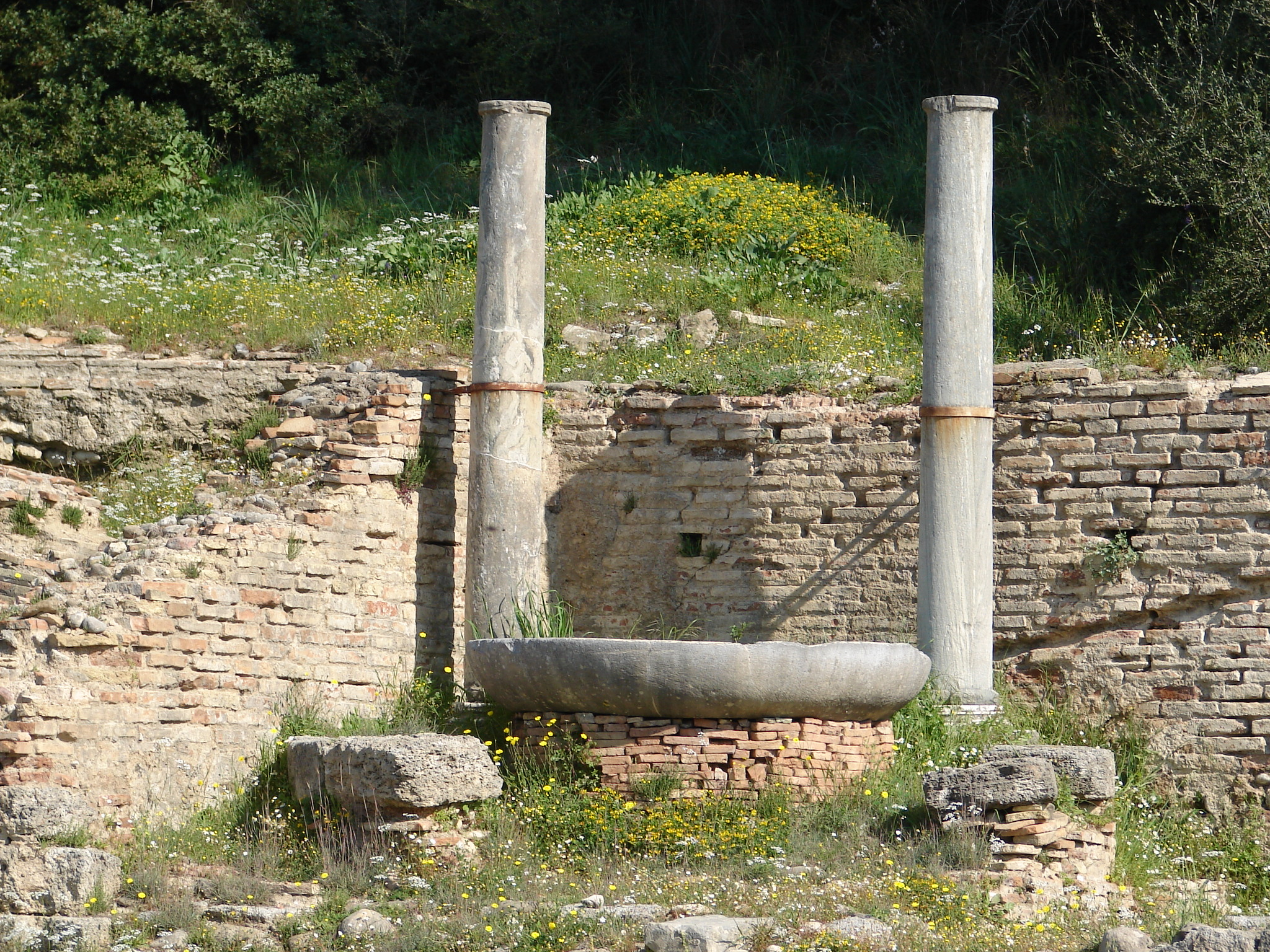
Detalle del ninfeo de Regila.

Otra sencilla inscripción, «Regila a Higía», honraba a esta diosa que protegía la salud, cuyo elemento fundamental se consideraba la disponibilidad de agua limpia y abundante.
Pausanias, que también describe el santuario de Olimpia, no menciona el ninfeo. Según la reconstrucción de los arqueólogos, estaba decorado por dos filas de estatuas en hornacinas a tamaño natural de la familia de Herodes y Regila y de la familia imperial. La fila inferior tenía en el centro una estatua de Zeus y a sus lados, de una parte, estaban colocadas las imágenes de Antonino Pío, de Faustina la Mayor, de Lucio Vero, de Domicia Faustina y, juntos, de los niños Tito Elio Antonino y Annia Aurelia Galeria Faustina, hijos de Faustina la Menor y Marco Aurelio; en el otro lado estaban las estatuas de Adriano, de Vibia Sabina, de Marco Aurelio, de Faustina la Menor y de Annia Aurelia Galeria Lucila, la otra hija de Faustina y Marco Aurelio que será emperatriz como esposa de Lucio Vero.
La fila superior tenía en el centro otra imagen de Zeus y a los lados, de una parte, la estatua de Regila, de su padre Apio Anio, de la madre Atilia Tertula, del abuelo Marco Apio Bradua y de la hija Elpinice; de la otra parte estaban las imágenes de Herodes, del padre Ático, de la madre Vibulia Alcia, del hijo Bradua y, juntos, de los otros hijos Atenais y Regilo. Posteriormente, el hijo de Atenais, Vibulio Hiparco, aportó alguna modificación y añadió su propia estatua.

### Sacerdotisa de Tique en Atenas
Herodes, poco después de la reconstrucción del estadio panatenaico, que tuvo lugar de 140 a 144, hizo construir, sobre el cerro del Ardetto que estaba junto a él, un templo dedicado a Tique, la diosa griega de la Fortuna, y Regila fue la primera sacerdotisa del culto recién introducido en Atenas.
Un largo tramo de escaleras que partía del estadio conducía al templo períptero, de estilo jónico y en mármol pentélico, que contenía en la celda la estatua de Tique, esculpida en marfil y quizás también en oro. La diosa de la Fortuna asistía así a los atletas comprometidos en las carreras y un día mirará también la tumba de Herodes, enterrado en el estadio.

### Honores en Corinto y Delfos

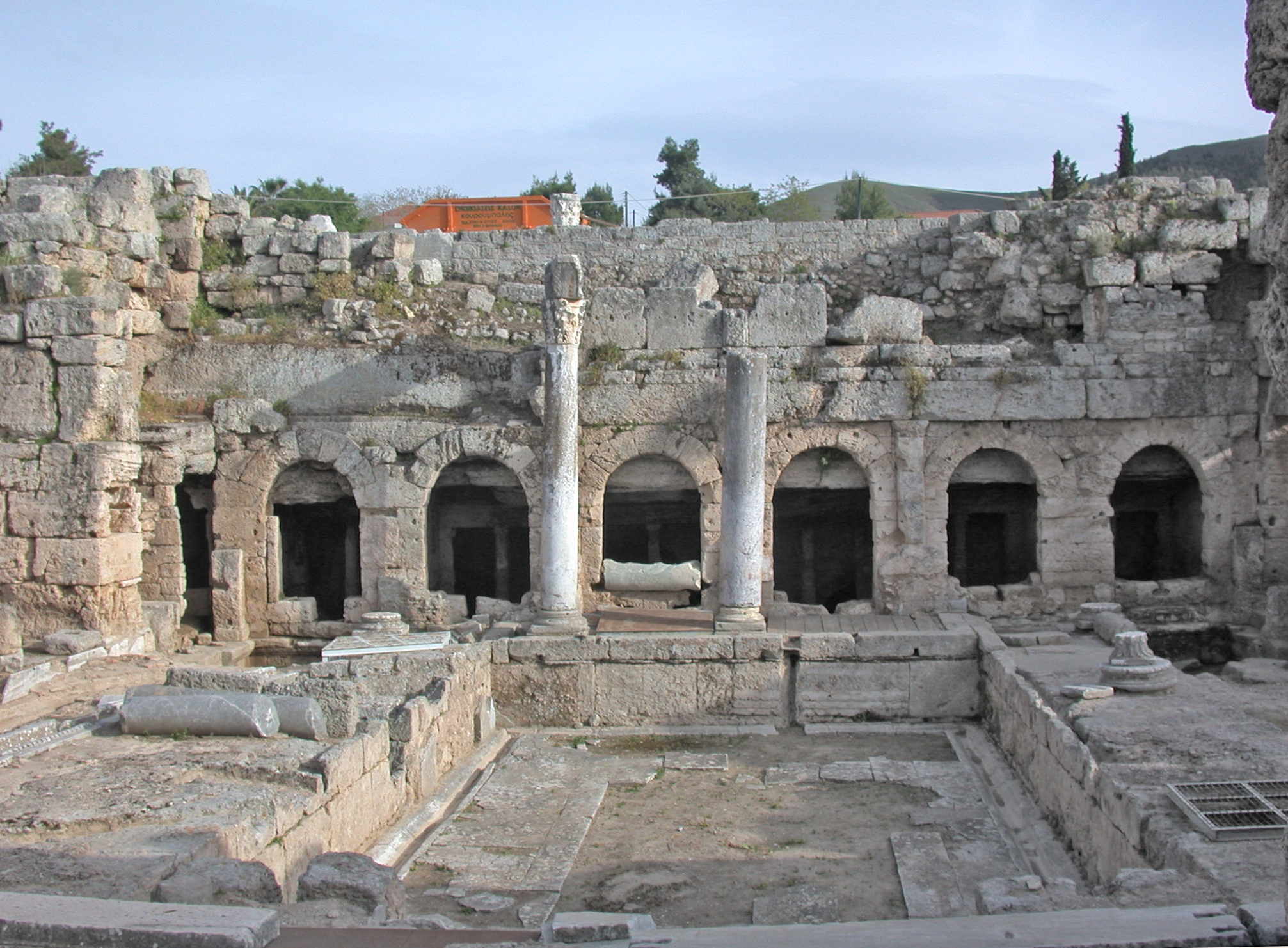
El ninfeo Pirene de Corinto.

Aunque allí no ocupó ningún cargo, también en Corinto la Boulé de la ciudad honró a Regila con la erección de una estatua que, aunque se ha conservado mutilada, indica que Regila estaba representada como personificación de la diosa Tique, como indica también la inscripción en su base:

"Este es el retrato de Regila. Un escultor hizo la figura dándole a la piedra toda su prudencia. Fue dada por el gran Herodes Ático, que supera a todos alcanzando la cúspide de toda virtud, elegido por ella como esposo, aclamado entre todos los griegos, descendiente y flor de Acaya, superior a todos. El Consejo, llamándole Tique, erigió esta estatua de mármol frente al santuario.

 
Tal distinción presupone que Regila y Herodes beneficiaron a la ciudad. A ellos se atribuye la edificación del complejo monumental construido alrededor de la fuente Pirene, que recuerda al ninfeo de Olimpia. El ninfeo de Corinto estaba decorado de hecho con las imágenes de Regila, de su familia y de la familia imperial.
Cerca de la fuente Pirene fue erigida otra estatua a Regila en cuyo pedestal hay grabadas figuras de instrumentos musicales y la dedicatoria:

"Por orden del Concilio de Sísifo, cerca de las corrientes de la fuente,/me ves, Regila, la imagen de la prudencia.

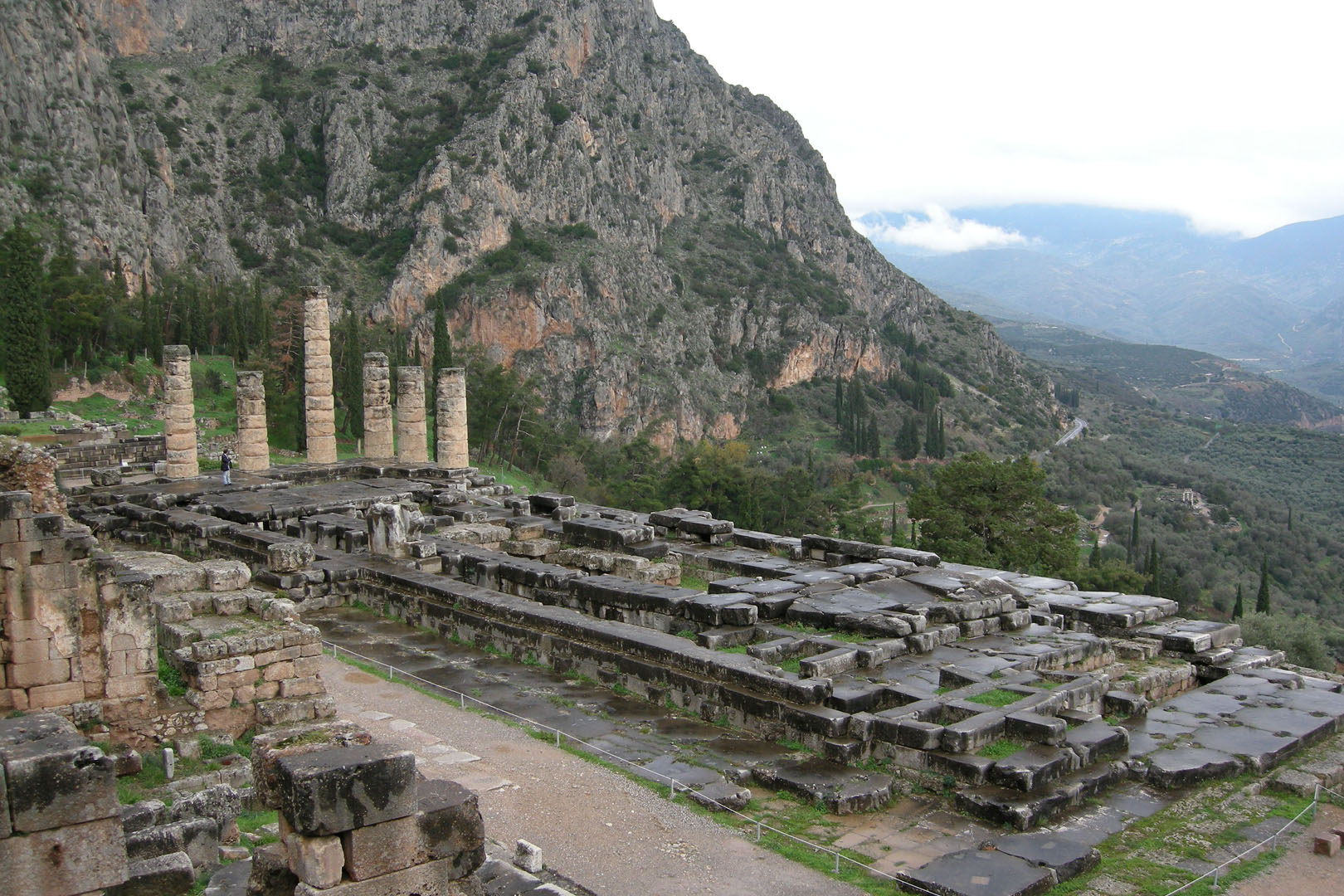
El templo de Apolo en Delfos.

La prudencia (σωφροσύνη) de Regila es recordada también sobre el basamento de una estatua dedicada en el templo de Apolo en Delfos:

"Apia Regila/esposa del benefactor Claudio Herodes/por su nobleza,/sabiduría y reputación, superior a todos los méritos por la prudencia/y el amor conyugal, el Concilio de Delfos lo dedica/a Apolo Picio."

### La muerte
Filóstrato relata las circunstancias de la muerte en el año 160 de Regila, quien se encontraba en el octavo mes de su sexto embarazo, cuando Herodes Ático, «por fútiles motivos, ordenó a su liberto Alcimedonte que la golpeara. Golpeada en el vientre, la mujer abortó y murió». Esta, al menos, fue la acusación que el hermano de Regila, Bradua, dirigió contra Herodes, arrastrándolo a los tribunales.

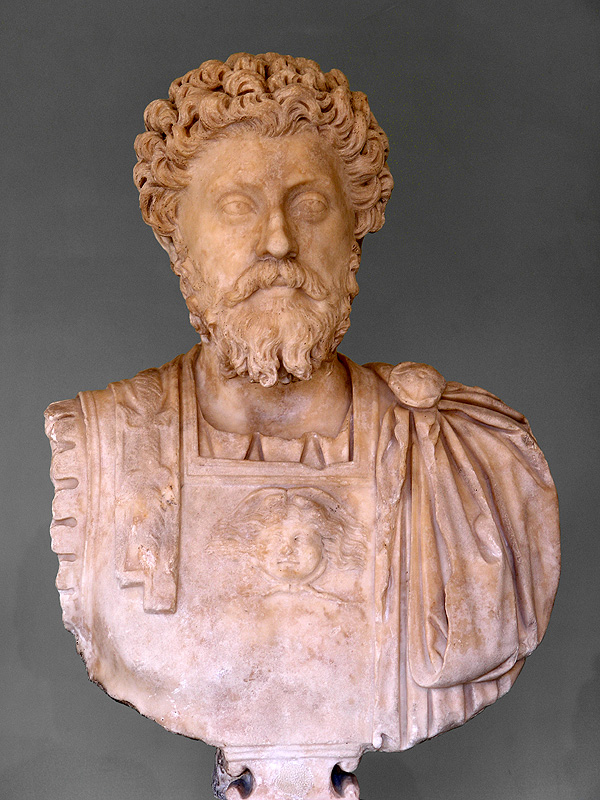
Marco Aurelio.

No se conoce exactamente las circunstancias y fuentes de cómo Bradua - el jefe de la familia después de la muerte del padre - estando en Roma, supo de la muerte de la hermana. Seguramente las noticias se filtraron de personas de la casa de Herodes, quizás sirvientes de Regila, ya que de otro modo Bradua no habría podido indicar con tal exactitud las causas, las circunstancias del episodio y los nombres de los dos responsables.
El tribunal, compuesto por senadores, se reunió en Roma, y según la práctica, escuchó la acusación y la defensa expuesta directamente por Bradua y Herodes respectivamente. Filóstrato, única fuente del proceso y favorable a Herodes, escribe que fue absuelto porque «lo ayudó en su defensa en primer lugar el hecho de no haber dado nunca tal orden contra Regila, y en segundo lugar de haberla lamentado más allá de toda medida después de muerta. Y aunque también fue calumniado por esto como si fuera una actitud simulada, la verdad terminó triunfando».
Por tanto Herodes admitió que Regila había sido asesinada, aunque no por orden suya, pero no se comprende como él mismo no denunció al liberto Alcimedonte, ni porqué este no tuvo ninguna condena y de hecho continuó viviendo con Herodes, que adoptó también a sus dos hijas. Y ya que no es creíble que Alcimedonte haya matado a Regila por iniciativa propia sin sufrir ninguna consecuencia, la única explicación del episodio criminal y del éxito del proceso es que ambos fueran responsables del homicidio, pero que fueron absueltos gracias a la intervención del emperador, devoto amigo de su maestro Herodes. Marco Aurelio volvió a demostrar que quería protegerlo en ocasión de otro proceso posterior, en el cual Herodes fue acusado de tiranía, condenando en su lugar a algunos de sus libertos a penas muy leves.

### La tumba de Regila

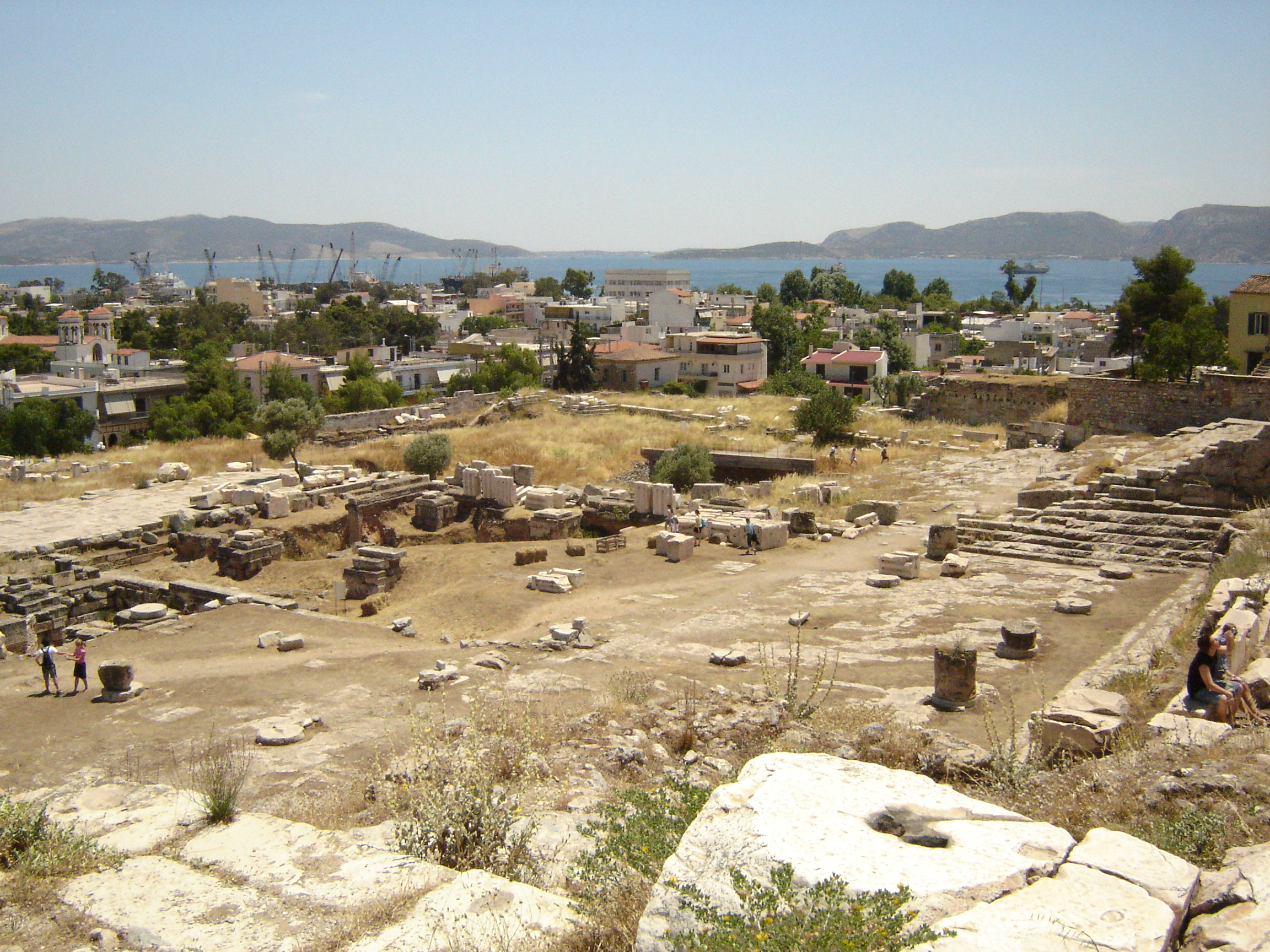
Área arqueológica de Eleusis.

Las habituales manifestaciones públicas de dolor de Herodes fueron bien notadas y variadamente comentadas, pero ninguna fuente indica el lugar donde hizo sepultar los restos de Regila. Su túnica fue dedicada a Deméter, en el templo de Eleusis, pero su funeral no tuvo lugar allí. En el suburbio ateniense de Marusi se encontró la base de un altar con la inscripción a «Apia Annia Regila, esposa de Herodes, la luz de la casa», seguida por maldiciones dirigidas a quienes «destruyan o trasladen las imágenes de las estatuas». La hipótesis de que aquí se encontrara la tumba de Regila no está sostenida por pruebas suficientes.
En Cefisia, localidad donde Herodes tenía una de sus villas, en 1866 fueron descubiertos en una única tumba cuatro sarcófagos, identificados como pertenecientes a la familia de Herodes. Es posible que uno de estos haya contenido los restos de Regila, pero podrían también pertenecer todos a cuatro de los hijos de Herodes y Regila. En uno de sus epigramas Herodes promete a tres de sus hijos muertos reunirse un día en su tumba, sin citar a la esposa: puede ser que el cuarto sarcófago fuera dispuesto para él mismo o que haya contenido a algún otro de sus muchos hijos, naturales o adoptados. Se sabe de hecho que Herodes cambió de idea y dispuso en su testamento ser enterrado en Maratón, aunque luego terminó inhumado en Atenas.
Finalmente, en el panegírico de Regila escrito por Marcelo de Side se dice que «en Atenas está su tumba parecida a un templo», y en una inscripción que se encontraba en Roma se afirmaba que «el cuerpo de Regila está en Grecia y ahora se encuentra junto al marido»: en definitiva, los restos de Regila no han sido identificados.

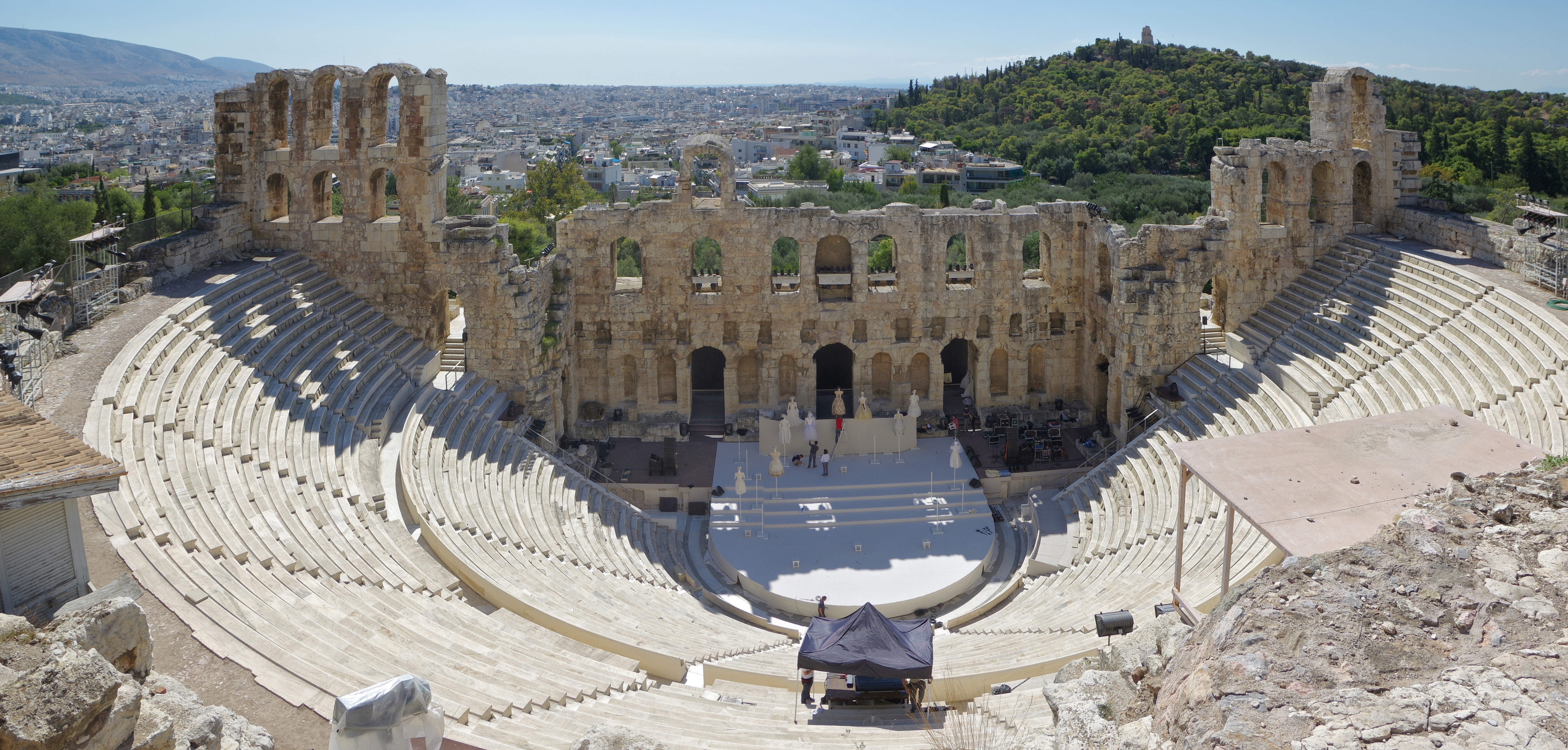
El Odeón de Atenas dedicado por Herodes a Regila.

Herodes hizo construir en Atenas, dedicándolo a Regila, un teatro cubierto para albergar representaciones musicales. Los trabajos duraron unos diez años, por lo que el Odeón estaba ya terminado en el 174, cuando Pausanias lo vio y lo describió en su Guía de Grecia. En muchos ladrillos de la imponente construcción se encuentran las letras ΘHΡ, quizás significando «Teatro de Herodes y Regila», pero podrían ser sencillamente las marcas de los canteros.
Otro homenaje a Regila se encontró en la villa de Maratón. En la «Puerta de la eterna armonía», que comunicaba la propiedad de Regila con la de Herodes, él hizo grabar una nueva inscripción:

"Bendita es la persona que construyó una nueva ciudad/dándole el nombre de Regila, vive exultante./Pero vivo con dolor porque esta propiedad existe para mí sin mi querida esposa y mi hogar está incompleto./De hecho, los dioses tejen una vida para los mortales/con alegría y dolor como vecinos."

### El cenotafio de Regila
No se conocen, si las hubo, las disposiciones testamentarias de Regila. Había traído como dote una gran villa en la tercera milla de la vía Apia que iba a ser heredada por Bradua, el único hijo varón superviviente pero todavía menor de edad. Por lo tanto el patrimonio de Regila fue administrado por Herodes Ático quien no tuvo escrúpulos en gestionarlo incluso después de que Bradua hubiera alcanzado la mayoría de edad.
Herodes transformó radicalmente la vieja villa republicana de los Annios, cuyas estructuras constituyeron los cimientos de un nuevo edificio, y llamó a toda la zona Triopio, como el santuario de Deméter en Cnido. En el otro extremo de la propiedad hizo construir un cenotafio en memoria de Regila, cerca del cual una lápida - que fue llevada a Inglaterra en el siglo XVII y allí acabó desapareciendo - llevaba la inscripción, publicada en 1676:

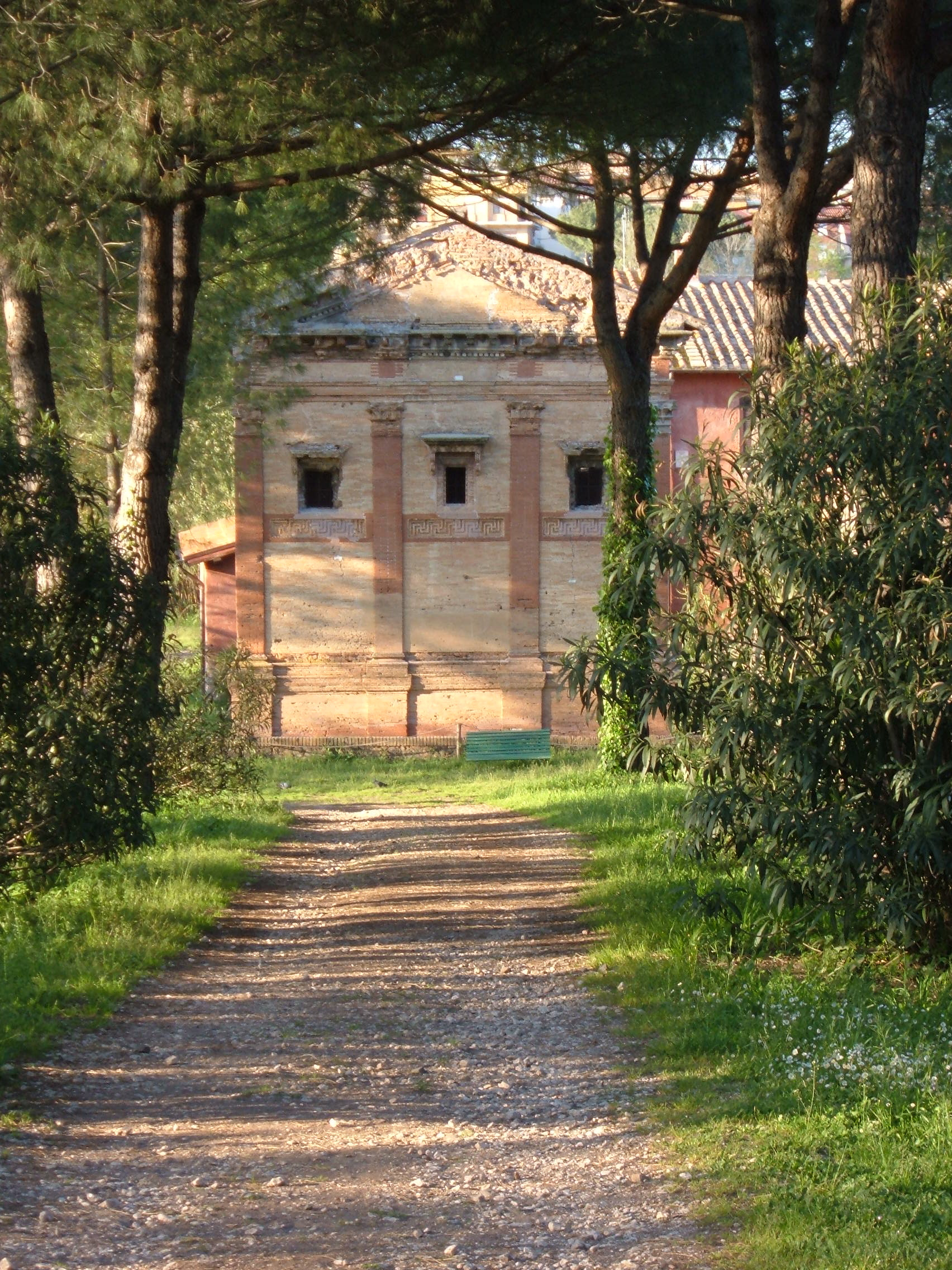
El cenotafio de Regila en la antigua vía Apia.

"Herodes también dedicó este monumento
para conmemorar
su desgracia y la virtud de su esposa.
No es una tumba:
su cuerpo está en Grecia
y ahora está al
lado de su marido.
El emperador Antonino,
llamado el Piadoso,
por su nación
y por todos,
después de hacer una propuesta
al Senado,
inscribió a
su hijo entre los patricios de Roma
con un decreto
del propio Senado." 
La inscripción es por tanto posterior a la muerte de Herodes y desmiente la recurrente hipótesis de que el cenotafio era la tumba de Regila, como también que sus restos fueran colocados en el cercano templo de Ceres y Faustina, esposa de Antonino Pío y pariente de Regila. También este templo - luego transformado en la iglesia de San Urbano a la Caffarella - fue hecho construir por Herodes Ático.
Ceres es la versión romana de la diosa griega Deméter, de la cual Regila fue sacerdotisa, y era asimismo la diosa protectora del matrimonio y de las esposas víctimas de violencia doméstica. El techo de la antigua celda del templo tiene bóveda de cañón y está dividido en medallones octogonales con estucos pintados: en el central estarían originalmente representadas Faustina y Regila divinizadas. Un friso, que divide la pared lateral septentrional, está decorado con representaciones de armas, corazas y escudos, y aludiría a las empresas militares de los ancestros de Regila.

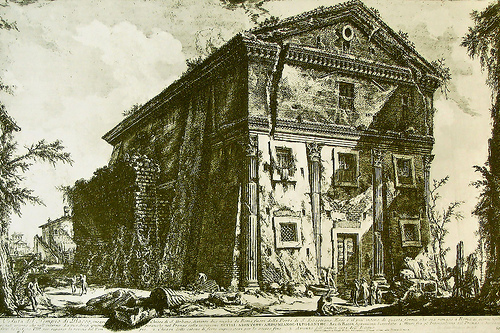
Giovanni Battista Piranesi: Templo de Ceres y Faustina.

En el interior estaban dos estatuas a tamaño natural, luego dispersadas, representando a Faustina y Regila. La estatua de esta última podría ser la conservada en el Museo Torlonia, en Roma, representando una mujer sentada, que fue descubierta en la villa de Majencio. A finales del siglo II, de hecho, la villa de Regila y Herodes, junto con la cercana de los Quintilios, se convirtió en propiedad imperial y en los primeros años del siglo IV Majencio construyó su palacio sobre ella.
Otras inscripciones que Herodes dedicó a Regila incluyen una columna descubierta en el Esquilino pero evidentemente proveniente de la villa de la vía Apia; tiene una inscripción bilingüe, griega y latina, que recita:

Annia Regila
esposa de Herodes
luz de la casa
a la que pertenecían estas
propiedades.

### El panegirico de Marcelo de Side
Herodes Ático encargó al poeta griego Marcelo de Side un panegírico a Regila, que fue grabado sobre dos losas de mármol descubiertas en 1607 y 1617 frente a la iglesia de San Sebastián con motivo de las excavaciones de renovación del edificio ordenadas por el cardenal Escipión Borghese. Los dos hallazgos terminaron en París y se guardan en el Museo del Louvre.
El poema, en 94 hexámetros, invita a las mujeres romanas a realizar ofrendas en el templo que alberga la estatua de Regila, descendiente de Eneas y por tanto de Afrodita, y ahora es honrada por Deméter y Faustina, de la cual fue compañera en la infancia. Ahora Regila está en las islas de los bienaventurados, traída allí por las brisas de Céfiro por orden de Zeus. La estatua de Regila ha sido erigida en el área del Triopio, ya que ahora ella es parte de las más antiguas heroínas: no es de hecho ni una mortal, ni una diosa, "Por eso no tiene templo ni tumba,/ni recibe los honores de los mortales, ni los honores debidos a los dioses./En Atenas es su tumba parecida a un templo/y su alma es recibida por Radamante".